# Thrips simplex
Thrips simplex är en insektsart som först beskrevs av Morison 1930.  Thrips simplex ingår i släktet Thrips och familjen smaltripsar. Inga underarter finns listade i Catalogue of Life.